# Districte de Senec
El districte de Senec (en eslovac, Okres Senec) és un dels 79 districtes d'Eslovàquia. Es troba a la regió de Bratislava. Té una superfície de 359,88 km², i el 2013 tenia 72.167 habitants. La capital és Senec.

## Demografia
| Godina             | 1994   | 2004   | 2014    | 2024    |
| ------------------ | ------ | ------ | ------- | ------- |
| Nombre de persones | 50.299 | 54.747 | 75.001  | 106.951 |
| Diferència         |        | +8,84% | +36,99% | +42,59% |

| Godina             | 2023    | 2024    |
| ------------------ | ------- | ------- |
| Nombre de persones | 105.075 | 106.951 |
| Diferència         |         | +1,78%  |

## Llista de municipis

### Ciutats
- Senec

### Pobles
Bernolákovo | Blatné | Boldog | Čataj | Dunajská Lužná | Hamuliakovo | Hrubá Borša | Hrubý Šúr | Hurbanova Ves | Chorvátsky Grob | Igram | Ivanka pri Dunaji | Kalinkovo | Kaplna | Kostolná pri Dunaji | Kráľová pri Senci | Malinovo | Miloslavov | Most pri Bratislave | Nová Dedinka | Nový Svet | Reca | Rovinka | Tomášov | Tureň | Veľký Biel | Vlky | Zálesie
1. 1 2  «Počet obyvateľov podľa pohlavia - obce (ročne) [om7102rr_obce=AREAS_SK]».   Statistical Office of the Slovak Republic, 31-03-2025. [Consulta: 31 març 2025].